# کینتوسکوپ

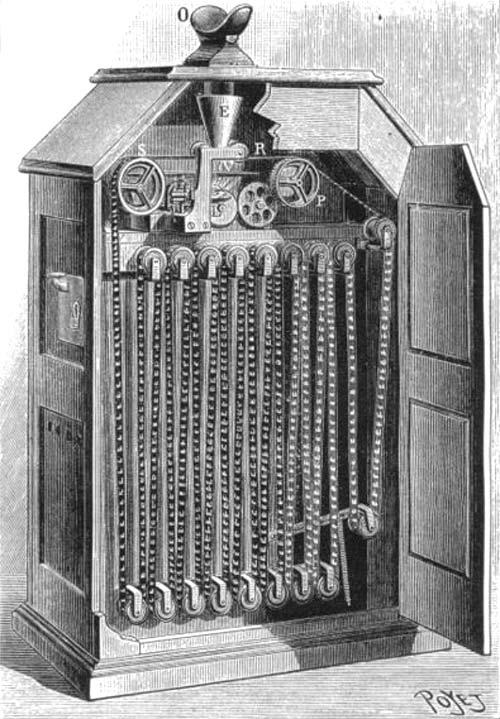
یک دستگاه کینتوسکوپ سینه‌موبیل

کینتوسکوپ سینه‌موبیل یا جنبش‌نما (انگلیسی: Kinetoscope) یک دستگاه اولیه نمایش تصویر متحرک است که برای مشاهده فیلم‌ها توسط افراد از طریق یک دریچه روزنه‌ای نمایش در بالای آن طراحی شده بود.
اگرچه این دستگاه یک پروژکتور فیلم محسوب نمی‌شود، اما رویکرد اولیه‌ای بوده که پیش از ابداع ویدئو، با ایجاد تصویر حرکت از طریق انتقال نواری از فیلم سوراخ‌دار حاوی تصاویر متوالی بر روی یک منبع نوری دارای سرعت دیافراگ بسیار بالا، همه نمایش‌های سینمایی یک استاندارد محسوب می‌شود.
دستگاه کینتوسکوپ که ابتدا به‌طور مفهومی در سال ۱۸۸۸ توسط توماس ادیسون، مخترع آمریکایی توصیف شده بود، تا حد زیادی توسط کارمند وی، ویلیام کندی لوری دیکسون بین سالهای ۱۸۸۹ و ۱۸۹۲ ساخته شد.